# .lc
.lc е интернет домейн от първо ниво за Сейнт Лусия. Представен е през 1991. Поддържа се от NIC.LC.